# Josef Ganz

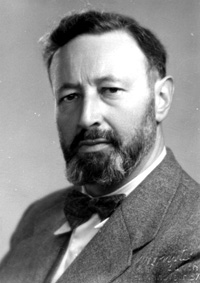
Josef Ganz, 1946

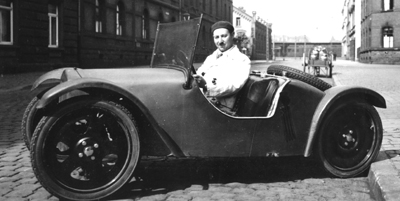
Josef Ganz im Maikäfer Prototyp, 1931

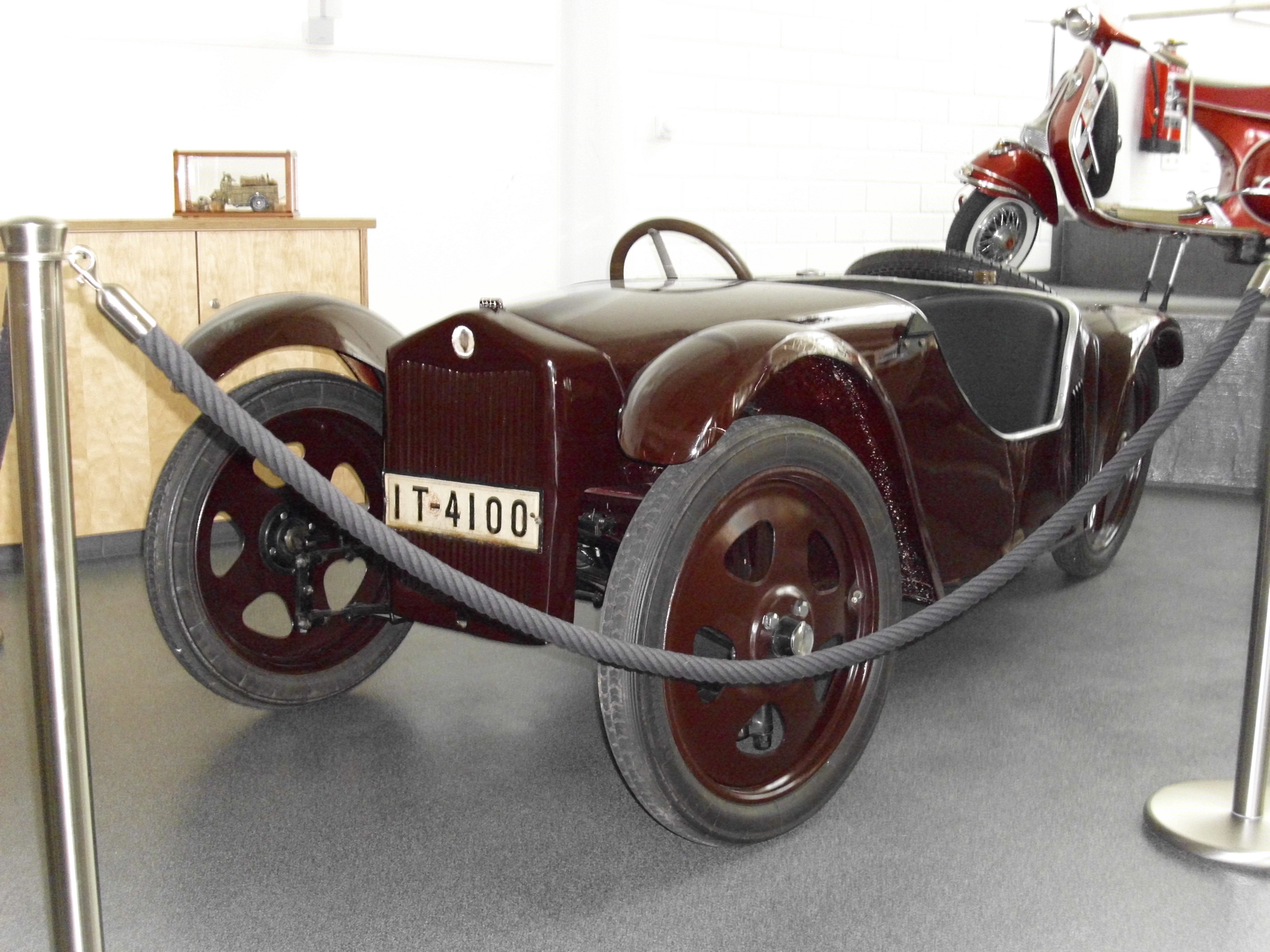
Ganz Maikäfer von 1931

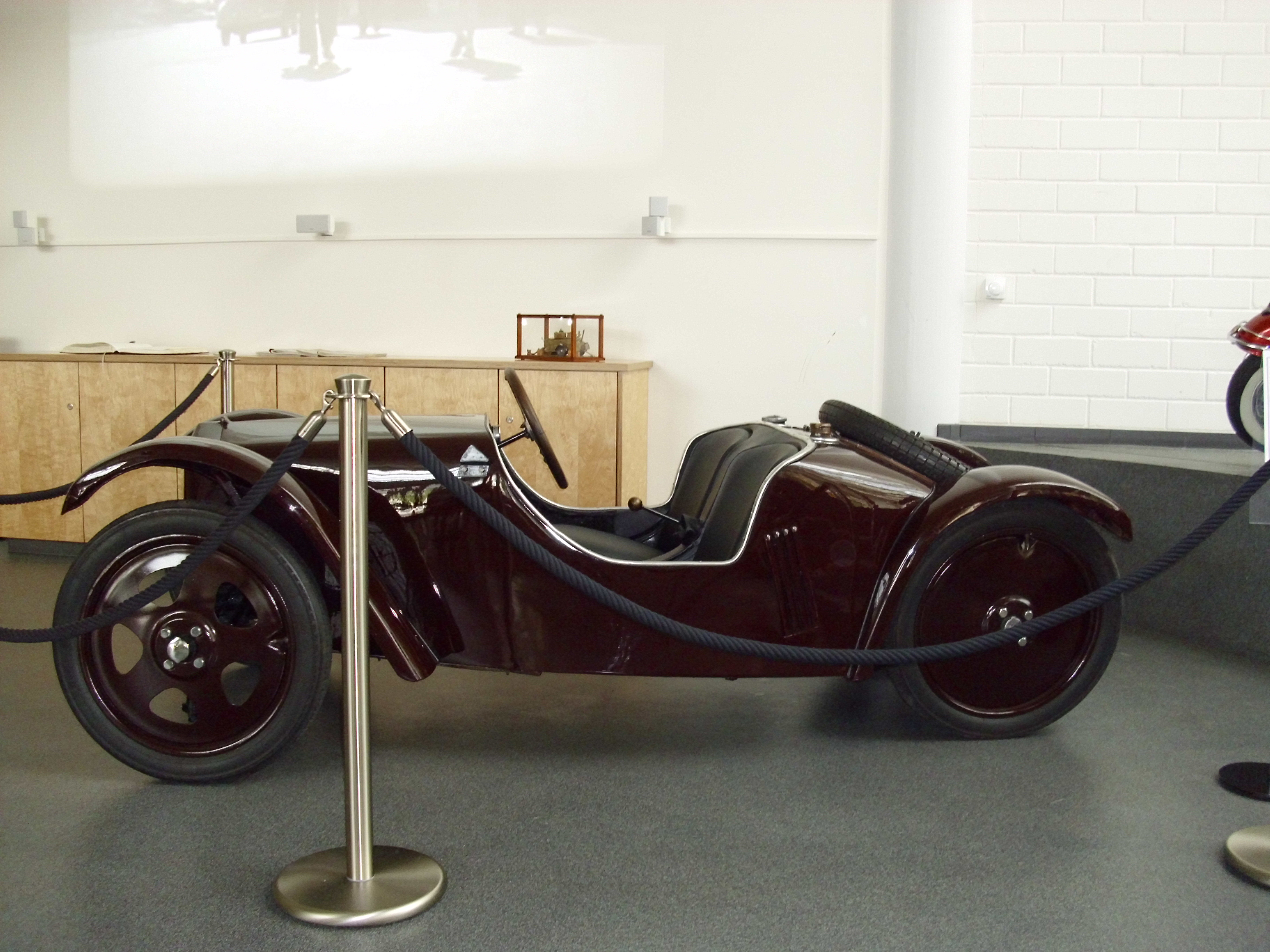
Ganz Maikäfer von 1931

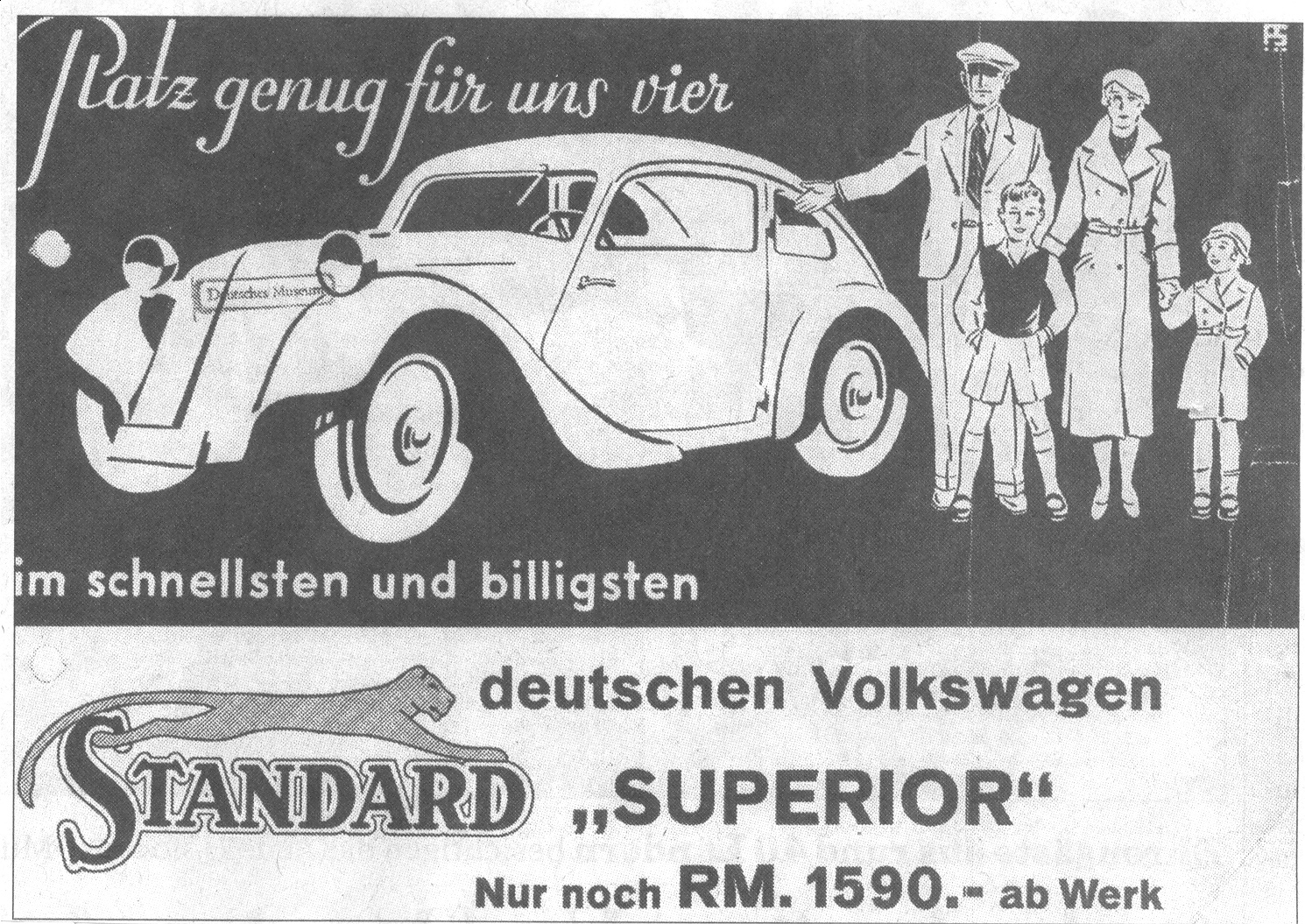
Das zweite Modell des Standard Superior, als „Volkswagen“ betitelt, 1934

Josef Ganz (* 1. Juli 1898 in Budapest, Österreich-Ungarn; † 26. Juli 1967 in St. Kilda (Melbourne), Australien) war ein deutsch-ungarischer Ingenieur und Journalist.

## Leben
Josef Ganz, Sohn von Maria Török (1872–1926) und Hugo Ganz, erfand schon als zwölfjähriger Gymnasiast eine Schutzvorrichtung für elektrische Straßenbahnen, für die ihm ein Patent erteilt wurde. Er studierte zunächst drei Semester an der Technischen Hochschule Wien, 1921 wechselte er an die TH Darmstadt. Im Oktober 1926 schloss er nach neun Semestern sein Studium im Maschinenbau mit dem Diplom erfolgreich ab. Danach arbeitete Ganz für verschiedene Autohersteller wie Adler, Daimler-Benz, BMW sowie für den Motorradhersteller Ardie und war Chefredakteur des Fachmagazins Motor-Kritik. Insgesamt entwickelte er rund 30 Kleinwagen, darunter 1931 einen Prototyp mit dem Namen „Maikäfer“ oder den Bungartz „Butz“. Im Jahre 1932 fand Ganz in der Ludwigsburger Standard-Fahrzeugfabrik einen Hersteller für seinen „Maikäfer“, der 1933 in einer überarbeiteten Version als Standard Superior mit zwei Sitzplätzen auf den Markt kam. Wie bereits das Vorgängermodell hatte das Fahrzeug einzeln aufgehängte Räder mit doppelten Querblattfedern vorn und Pendelachse (Patent Rumpler 1903) hinten. Der Motor war quer vor der Hinterachse eingebaut. Der Hersteller Standard bewarb im folgenden Modelljahr das jetzt als Viersitzer angebotene Fahrzeug als Volkswagen, dieser Begriff wurde allerdings mindestens seit 1905 von verschiedenen Herstellern in Deutschland benutzt. Im Frühjahr 1933 präsentierte sie ihn auf der Internationalen Automobil- und Motorradausstellung in Berlin. Adolf Hitler besuchte die Messe und war sichtlich angetan. Die Firma Standard baute von 1933 bis 1935 in Ludwigsburg die Modellreihe Superior und bewarb die modellgepflegte, zweite Version als Volkswagen.
Umstritten und als nicht hinreichend geklärt gelten die frühen Beiträge von Josef Ganz zur Entwicklung des Ur-VWs, wofür sich mehrere Autoren einsetzen. Gegen die Auffassung, dass möglicherweise Ganz das Konzept des VW Käfers entwarf, spricht, dass es darüber bereits einen Prioritätsstreit in den 1950er Jahren in Deutschland gegeben hat mit dem gerichtlichen Urteil, dass der VW Käfer weitgehend dem Entwurf von Béla Barényi aus 1925/26 entspricht. Gegen diese Auffassung spricht außerdem, dass Josef Ganz häufig Pläne für die Produktion von Kleinstfahrzeugen, also Modelle unterhalb der Wagenklasse des späteren VW Käfer, vorlegte mit dem Ziel, die gleiche Fahrsicherheit wie bei größeren Fahrzeugmodellen zu schaffen. Der "Maikäfer"-Prototyp wie auch der spätere Standard Superior (1. Version) waren Zweisitzer und besaßen weder Bremsen an der Vorderachse noch ein Differential an der Hinterachse. Es gibt auch skizzierte Vorschläge von 1934 (zwei Jahre nachdem Ferdinand Porsche für Zündapp den in drei Exemplaren fertig gebauten Prototypen Typ 12 vorstellte) für viersitzige Fahrzeuge, mit Stromlinienkarosserie und Heckmotor. Josef Ganz fuhr selbst ehemals ein Hanomag Kommißbrot sowie eines der Tatra-Schwingachsfahrzeuge, beide Modelle mit technischen Merkmalen (Zentralrohrrahmen, Einzelradaufhängung, Heck- bzw. Mittelmotor u. a.), die er selbst in seinen Fahrzeugen weiterverwendete.
Kurze Zeit nach der Ausstellung wurde der jüdische Ingenieur Ganz von der Gestapo am 21. Mai 1933 verhaftet und sein Büro in Frankfurt am Main durchsucht. Laut Ganz sollen dabei zahlreiche Dokumente konfisziert worden sein. Nach seiner Freilassung wurde er als Chefredakteur der Motor-Kritik abgesetzt, durfte aber noch einige Artikel schreiben. Im März 1934 floh er nach Liechtenstein, später in die Schweiz. Dort arbeitete er später für Rapid in Dietikon. Im Jahr 1938 wurde ihm vom NS-Regime die deutsche Staatsbürgerschaft entzogen.
Ab 1934 entwickelte Ganz darüber hinaus in Wien einen preiswerten, leichten Kleinwagen mit Mittelmotor. Das Fahrzeug hatte ein Leergewicht von 450 kg und sollte 3500 Schilling kosten.
Nach dem Krieg bekam Ganz zunehmend Probleme mit den Schweizer Behörden. Der unbequeme Erfinder führte zahlreiche Prozesse, wurde als notorischer Querulant betrachtet und letztlich aus der Schweiz ausgewiesen. Nach einem kurzen Aufenthalt in Paris wanderte er 1951 nach Australien aus. In den frühen 1960er-Jahren wurde er nach einer Reihe von Herzinfarkten fast bettlägerig, aber bis zu seiner Pensionierung arbeitete er noch für den zu General Motors gehörenden australischen Autohersteller Holden. 1961 wollte ihm die Bundesrepublik das Bundesverdienstkreuz verleihen und VW machte ihm das Angebot, für die Firma zu arbeiten. Wegen einer speziellen australischen Gesetzeslage konnte er das Bundesverdienstkreuz nicht annehmen. Depressiv und verarmt starb er zwei Jahre später einsam.

„Bis zum frisch-fröhlichen Ausbruch des Dritten Reiches galt Ganz' Motorkritik bei den Leuten vom Autobau als richtiggehende Delikatesse. Eine Art ‚Autofackel‘ war das, blendend geschrieben, erfüllt von einem Geist, der stets verneint. Dipl. Ing. Josef Ganz verstand alles besser und das meiste anders. […] Entschieden: Josef Ganz hat der deutschen Autoindustrie auf die Fortschrittsbeine geholfen. Schauen Sie sich, bitte, die Wagen von vorher und nachher an. Auch für sich selbst war Dipl. Ing. Josef Ganz ein guter Prophet. Ein[en] Monat vor seiner Verhaftung zitierte er in der Motorkritik in schwarzumrandeter Fußnote, sozusagen als eigenen Partezettel, den Herrn Goering: ‚…In diesen Tagen kommen sie, die Denunzianten, da klagen sie den oder jenen an, aus Konkurrenzneid und ähnlichen Beweggründen heraus.[‘] Beide haben recht behalten: Goering und Ganz.“

"In den Jahren 1929 bis 1934 kämpft, schlägt und tritt die 'Motor-Kritik' unentwegt nach allen Seiten. Veraltete Konstruktionsprinzipien werden angeprangert, fortschrittliche in den Himmel gelobt. Firmen, Verbände und Institutionen [...] geraten in das Schußfeld von Ganz, der sich nicht scheut, auch hier mit harten Bandagen zu kämpfen [...] Nicht selten verbreitet die 'Motor-Kritik' in ihrem berühmt-berüchtigten 'Kaleidoskop' mit diebischem Vergnügen bissige Gerüchte über Personen und Firmen, deren Wahrheitsgehalt nur der Insider kennt." - Michael Graf Metternich in der Automobil Revue Nr. 41 von 1990
Eines der Gerüchte war beispielhaft, dass die Preissenkung von Daimler-Benz für das Modell Stuttgart 200 (8/38 PS) Folge eines Ausverkaufs sein soll. Dagegen hatte der Hersteller eine "einstweilige Verfügung gegen Verbreitung falscher Nachrichten" beim Landgericht Stuttgart erwirkt, namentlich gegen Josef Ganz und ganzseitig veröffentlicht in der ADAC Motorwelt Nr. 10 von 1930.

## Auf Schilperoord beruhende Quellen
- Paul Schilperoord: Die wahre Geschichte des VW-Käfers. Wie die Nazis Josef Ganz die VW-Patente stahlen. Originaltitel: Het ware verhaal van de Kever übersetzt von Paul von Oojen und Peter Wydler. Orell Füssli, Zürich 2011, ISBN 978-3-7193-1565-8.
- Paul Schilperoord, Lorenz Schmid: Josef Ganz: True father of the VW Beetle concept. In: JosefGanz.org. (englisch).
- Suzanne Raes: Ganz – Die wahre Geschichte des VW-Käfers. Film, WDR 2019.